# Pankrti
Pankrti ("hijos bastardos", en esloveno) es un grupo de música punk rock de la antigua Yugoslavia, fundado en Liubliana, Eslovenia, en 1977. El grupo fue activo a finales de los años setenta y durante los años ochenta. El grupo se separó en 1987, pero en 2007 se unieron nuevamente y hoy en día siguen actuando. Durante su carrera publicaron 10 álbumes, cinco de ellos eran álbumes de estudio. Son conocidos por sus canciones provocadoras y su contenido político. Es uno de los grupos más importantes de música punk en la ex Yugoslavia y también uno de los primeros grupos "punk" formados en un estado socialista. Por este hecho los denominaron también "primera banda punk tras el telón de acero". 

## Historia
Gregor Tomc y Peter Lovšin, dos jóvenes de Kodeljevo (afueras de Liubliana), decidieron formar un grupo. Ya desde sus inicios la banda estuvo muy fuertemente influenciada por la música punk del Reino Unido, no obstante desarrollaron su sonido propio y además sus letras no eran tan directas como las de los grupos británicos. Tomc y Lovšin fueron los primeros escritores de las letras. Lovšin era el vocalista de la banda, mientras que Tomc le puso el nombre a la banda y se hizo su mánager. La primera vez que  tocaron fue en el año 1977 en la escuela secundaria de Moste, donde se representaron con las adaptaciones de las bandas como Sex Pistols, The Clash y New York Dolls, pero también con sus canciones propias. Sus primeros éxitos fueron "Totalna revolucija" (Revolución total), "Lublana je bulana" (Liubliana está enferma) y Anarhist (Anarquista). Su primer álbum, "Dolgcajt" (Aburrimiento), salió en 1978 y con este álbum llegaron a ser una de las bandas punk más conocidas en Yugoslavia. Por su segundo álbum, Državni ljubimci (Los amantes del país), el grupo recibió el premio en la categoría de mejor álbum en Yugoslavia en el año 1982. En el año 1984 publicaron su tercer álbum Rdeči álbum (Álbum rojo). Este álbum contiene también la canción versionada de la famosa canción italiana comunista y revolucionaria Bandiera rossa (Bandera roja), que es una de las canciones más famosas.
Pankrti fueron muy populares en toda Yugoslavia, sobre todo al inicio de los años ochenta y a través de su influencia la nueva ola se difundió por toda Yugoslavia. Tuvieron grandes éxitos comerciales en Liubliana, Zagreb y Belgrado. Uno de sus últimos conciertos antes de su separación fue en el año 1987 en el Hala Tivoli de Liubliana. Llevaba el nombre "Zadnji pogo v Ljubljani" (El último pogo en Liubliana). La banda se reunió para conmemorar su treinta aniversario en el año 2007 en Hala Tivoli y continuaron dando conciertos en Serbia y Croacia.
Su último concierto fue en verano de 2011 en el festival de música Schengenfest 2011 en Eslovenia, donde tocaron sus canciones más conocidas, como Bandiera Rossa (Bandera roja), Osmi dan (El octavo día), Metka, Lublana je bulana (Liubliana está enferma) y otros.

## Miembros
- Peter Lovšin (letrista/voz)
- Gregor Tomc (letrista/mánager)
- Bogo Pretnar (guitarra)
- Dušan Žiberna (guitarra)
- Marc Kavaš (guitarra)
- Boris Kramberger (bajo)
- Slavc Colnarič (batería)

## Discografía
- Lublana je bulana (1978)
- Dolgcajt (1980)
- Novi punk val (1981)
- Namesto tebe (1981)
- Državni ljubimci (1982)
- Svoboda (1982)
- Rdeči álbum (1984)
- Pesmi sprave (1985)
- Slovan (1985)
- Sexpok (1987)
- Zbrana dela (Antología) (1992)
- Zbrana dela II (Antología) (1994)
- Zaboj (Antología 77-78)